# Cazones de Herrera
Cazones de Herrera är en ort i Mexiko.   Den ligger i kommunen Cazones de Herrera och delstaten Veracruz, i den sydöstra delen av landet, 240 km nordost om huvudstaden Mexico City. Cazones de Herrera ligger 20 meter över havet och antalet invånare är 4 001.
Terrängen runt Cazones de Herrera är platt. Runt Cazones de Herrera är det ganska tätbefolkat, med 65 invånare per kvadratkilometer. Cazones de Herrera är det största samhället i trakten. Trakten runt Cazones de Herrera består till största delen av jordbruksmark.